# Hulagabali, Athni
Hulagabali là một làng thuộc tehsil Athni, huyện Belgaum, bang Karnataka, Ấn Độ.